# Acanthodoris brunnea
Acanthodoris brunnea är en snäckart som beskrevs av Frank Mace MacFarland 1905. Acanthodoris brunnea ingår i släktet Acanthodoris och familjen Onchidorididae. Inga underarter finns listade i Catalogue of Life.